# Maeser
Maeser és una concentració de població designada pel cens dels Estats Units a l'estat de Utah. Segons el cens del 2000 tenia 2.855 habitants.

## Demografia
Segons el cens del 2000, Maeser tenia 2.855 habitants, 900 habitatges, i 766 famílies. La densitat de població era de 169,8 habitants per km².
Dels 900 habitatges en un 46,3% hi vivien nens de menys de 18 anys, en un 76,6% hi vivien parelles casades, en un 5,8% dones solteres, i en un 14,8% no eren unitats familiars. En el 13,1% dels habitatges hi vivien persones soles el 6,4% de les quals corresponia a persones de 65 anys o més que vivien soles. El nombre mitjà de persones vivint en cada habitatge era de 3,16 i el nombre mitjà de persones que vivien en cada família era de 3,48.
Per edats la població es repartia de la següent manera: un 36,3% tenia menys de 18 anys, un 7,1% entre 18 i 24, un 24,9% entre 25 i 44, un 21,4% de 45 a 60 i un 10,4% 65 anys o més.
L'edat mediana era de 32 anys. Per cada 100 dones de 18 o més anys hi havia 98,3 homes.
La renda mediana per habitatge era de 40.779 $ i la renda mediana per família de 43.625 $. Els homes tenien una renda mediana de 40.857 $ mentre que les dones 25.100 $. La renda per capita de la població era de 14.975 $. Entorn del 6,1% de les famílies i el 6,5% de la població estaven per davall del llindar de pobresa.

## Poblacions més properes
El següent diagrama mostra les poblacions més properes.